# Farol da Lapa
O Farol da Lapa ou Farol da Senhora, é um farol Português já desactivado, que se localiza na Igreja de Nossa Senhora da Lapa, na Cidade da Póvoa de Varzim, do distrito do Porto, Região Norte e sub-região do Grande Porto. 
A lanterna, uma réplica em cimento da original, encontra-se na fachada posterior da Igreja, fronteira à praia, albergando ainda uma imagem de Nossa Senhora da Lapa e um painel evocativo da tragédia que em Fevereiro de 1892 marcou os pescadores da Póvoa de Varzim.
A igreja está em Vias de Classificação (com despacho de abertura) pelo IGESPAR.

## História

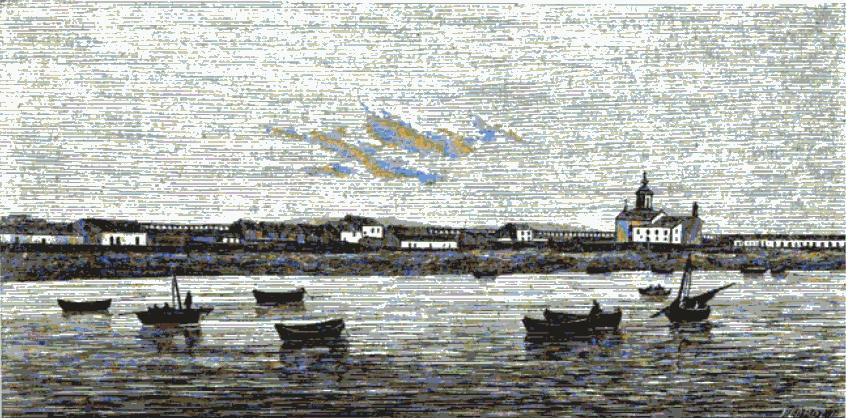
A Igreja da Lapa e o seu farol vistos da enseada por volta de 1868.

A primeira referência ao sinal da vila data do século XVI. A 9 de Maio de 1833, o alferes do Castelo requisitou, à câmara, a ajuda para a luz do "facho desta vila" para 6 noites, que até então estava estacionado na fortaleza, enquanto ocorria a guerra entre miguelistas e liberais, caso não aparecesse "facheiro".
O Facho da Atalaia da Ordenança, o farol primitivo, no sítio onde se ergueu a Igreja da Lapa, estaria no cimo de uma estrutura de ferro, segundo antigas listas de faróis, e conforme se pode ver num postal antigo. Seria do género de torre de grua montada no adro da Igreja da Lapa, veio possibilitar um enfiamento que indicava o caminho certo para os barcos passarem a barra com segurança. O Farol construído à custa da Real Irmandade de Nossa Senhora da Assunção foi colocado no templo devido à grande devoção que os poveiros tinham pelo pequeno templo. Servia assim de guia para os navegantes, mas muito especialmente para os pescadores.
Em 1892 o farol passou a ser a luz anterior do enfiamento Lapa-Regufe do varadouro da enseada da Póvoa de Varzim. Ao obter o alinhamento entre os dois pontos de luz do Farol da Lapa e do Farol de Regufe, denominado enfiamento, os pescadores sabiam que o barco encontrava-se no estreito corredor entre rochedos submersos que era seguro para atravessar a barra, banco de areia fatídico onde inúmeros pescadores ao longo de várias gerações perderam a vida. o farol era activado quando o estado do mar tornava a entrada da barra perigosa. 
Nos Anos 1960 foi desactivado, provavelmente devido à construção dos novos molhes, que fizeram com que o enfiamento ficasse inapropriado.

## Informações
- Situação: Inactivo desde os anos 1960
- Acesso: R. da Caverneira
- Aberto ao público: Local aberto.
- Nº IPA: PT011313100060